# Taeniolethrinops
Taeniolethrinops è un piccolo genere di ciclidi della tribù Haplochromini, endemico del Lago Malawi.

## Tassonomia
Vi sono quattro specie correntemente riconosciute come appartenenti a questo genere:
- Taeniolethrinops cyrtonotus (Trewavas, 1931)
- Taeniolethrinops furcicauda (Trewavas, 1931)
- Taeniolethrinops laticeps (Trewavas, 1931)
- Taeniolethrinops praeorbitalis (Regan, 1922)